# Heinrich Walter
Heinrich Karl Walter (21 oktober 1898 Odessa - 15 oktober 1989 Stuttgart) is een Duits-Russische botanicus en eco-fysioloog. Zijn formele botanische aanduiding is HKWalter. Hij is onder andere bekend van de Gesetz der relativen Standortkonstanz die hij opstelde met Erna Walter in 1953. 

## Levensloop
Hij studeerde van 1915-1917 natuurwetenschappen met als specialisatie plantkunde aan de Universiteit van Odessa. In 1918 ging hij verder studeren aan de Universiteit van Tartu waar hij Peter Claussen ontmoette. In 1919 studeerde hij samen met Ernst Stahl en William Detmer aan de universiteit van Jena. In datzelfde jaar haalde hij zijn doctoraat. In 1920 was hij een onderzoeksassistent bij zowel het Agricultural Research Institute in Halle als bij Ludwig Jost aan de Universiteit van Heidelberg. 
In 1923 werd hij docent aan de Universiteit van Heidelberg, in 1927 werd hij daar hoofddocent plantkunde. In 1924 trouwde hij met de dochter van de botanicus Henry Schenck, Schenck Erna. Van 1929 tot 1930 maakt hij samen met John Ernes Weaver dankzij een Rockefeller-beurs een onderzoeksreis naar Arizona om daar de woestijnvegetatie te bestuderen. In 1932 werd hij hoofddocent aan de Technische Hogeschool (nu de Universiteit) Stuttgart. In 1939 werd hij daar hoogleraar algemeen plantkunde en trad hij aan als de directeur van de botanische tuin van de hogeschool. Korte tijd later werd hij hoogleraar algemene plantkunde aan de Rijksuniversiteit van Poznań. Vanaf 1945 bekleedde hij de leerstoel botanie aan de Landbouwhogeschool Stuttgart-Hohenheim. Van 1951 tot 1955 was hij gasthoogleraar aan de Universiteit Ankara. In 1966 ging hij met emeritaat.
- Biblioteca Nacional de España: XX1134106
- Bibliothèque nationale de France: cb12275792v (data)
- Author citation (botany): H.K.Walter
- CiNii: DA0104840X
- Gemeinsame Normdatei: 118628909
- International Standard Name Identifier: 0000 0001 0888 0899
- Library of Congress Control Number: n79046116
- Nationale Bibliotheek van Letland: 000041359
- Nationale Bibliotheek van Tsjechië: jx20050519006
- Nationale Bibliotheek van Israël: 987007278220305171
- LIBRIS: 350304
- Système universitaire de documentation: 069288690
- Virtual International Authority File: 287247820
- WorldCat: E39PBJcKPwMttm7DqhwxPhDDv3